# Jenny Maxwell
Jennifer Helene Maxwell, född 3 september 1941, död 10 juni 1981, var en amerikansk film- och tv-skådespelerska, förmodligen mest ihågkommen för sin roll i filmen Blue Hawaii från 1961, med Elvis Presley i huvudrollen.

## Tidiga år
Maxwell var dotter till en byggnadsarbetare av norsk härkomst (det ursprungliga namnet på Moksvold ändrades när familjen emigrerade 1949), och en avlägsen släkting till Marilyn Monroe.

## Film och tv
Regissören Vincente Minnelli såg Maxwell då hon var 16 år och gymnasieelev i Brooklyn. Han lät henne göra en provspelning för att möjligen porträttera Frank Sinatras systerdotter i filmen Some Came Running.
Maxwell spelade den bortskämda Ellie Corbett i filmen Blue Hawaii, som Elvis karaktär så småningom tämjer genom att smiska henne på stranden. Hon medverkade också i Blue Denim (1959), Take Her, She's Mine (1963, med James Stewart i huvudrollen) och Shotgun Wedding (också 1963; skriven av den ökända filmskaparen Edward D. Wood, Jr. ) . Utöver detta medverkade hon i flera tv-program, inklusive Father Knows Best (1959), The Twilight Zone (1961), Route 66 (1961), Ichabod and Me (1962), The Joey Bishop Show (1962), 77 Sunset Strip (1963) och My Three Sons (1967).

## Privatliv
Den 17 april 1959 gifte sig den 18-årige Maxwell med den 24-årige Paul W. Rapp, som då arbetade som assisterande regissör. Efter att ha separerat i december 1961, hade de en mycket offentlig skilsmässa och vårdnadstvist sonen Brian, där Maxwell vann. Skilsmässan beviljades 29 januari 1963.
Den 15 februari 1970 gifte hon om sig med advokaten Ervin M. Roeder, som var 21 år äldre.

## Död
På eftermiddagen den 10 juni 1981, kort efter deras separation, sköts och dödades Maxwell och Roeder i lobbyn på Maxwells lägenhet i Beverly Hills under vad som då rapporterades som ett misslyckat rån. Hon var 39 år gammal.